# Paolo Goltz
Paolo Duval Goltz (Hasenkamp, 12 de maio de 1985) é um ex-futebolista profissional argentino que atuava como defenso.

## Carreira

### Huracán
Paolo Goltz se profissionalizou no Huracán, em 2002.

### Lanús
Paolo Goltz integrou o Club Atlético Lanús‎ na campanha vitoriosa da Copa Sul-Americana de 2013.

## Títulos
Lanús
- Copa Sul-Americana: 2013

América
- Campeonato Mexicano: 2014–15
- Liga dos Campeões da CONCACAF: 2014–15, 2015–16

Boca Juniors
- Supercopa Argentina: 2018
- Campeonato Argentino: 2019–20

Colon

• Copa da Liga Argentina: 2021